# Reuben Thorne
Pour les articles homonymes, voir Thorne.

a Compétitions nationales et continentales officielles uniquement.

b Matchs officiels uniquement.
Dernière mise à jour le 04 février 2016.
 Reuben David Thorne, né le 2 janvier 1975 à Christchurch, est un joueur de rugby à XV néo-zélandais qui a joué 50 fois avec les All-Blacks entre 1999 et 2007, dont 23 fois comme capitaine. Il évolue habituellement au poste de troisième ligne aile "côté fermé" (N°6). Il mesure 1,92 m et pèse 107 kg.

## Carrière

### En club
Il débute au plus haut niveau en 1996 avec la province de Canterbury en NPC. Il disputera 71 matchs sur un total de 14 saisons.
Il fait ses débuts en Super Rugby en 1997 avec la franchise des Crusaders.
Thorne devient capitaine de la franchise à partir de 2002, terminera sa première saison invaincu.
Il joue avec les Crusaders jusqu'en 2008, date à laquelle il part jouer en Top League japonaise chez les Yamaha Júbilo pour deux saisons, avant de prendre sa retraite en 2009.
Il effectue un retour inattendu sur les terrains en 2011 avec son ancienne équipe des Crusaders, à la suite de très nombreuses blessures dans le groupe dans le cadre d'une tournée en Afrique du Sud. Il est sur le banc lors du match contre les Cheetahs mais ne rentre pas en jeu. Il termine définitivement sa carrière en 2011, avec Canterbury en ITM Cup.

### En équipe nationale
Il a débuté au niveau international avec l’équipe A de Nouvelle-Zélande.
Thorne a fait ses débuts avec les Blacks en août 1999 à l’occasion d’un match contre les Springboks. Il a été pour la première fois capitaine contre l'Italie le 8 juin 2002. En tant que capitaine des Blacks, il a remporté le Tri-nations en 2002 et 2003. Capitaine des All Blacks lors de la Coupe du monde 2003, il est en retrait de la sélection jusqu'en 2006. Bien qu'il ne soit plus ni capitaine (sauf lors d'un intérim contre le Canada en juin 2007) ni titulaire, il est retenu dans l'effectif néo-zélandais pour la Coupe du monde 2007. Cette sélection va essuyer de nombreuses critiques en Nouvelle-Zélande, notamment liées au fait que Thorne n'est pas en forme (il sera blessé lors de la Coupe du monde), et que beaucoup le considère comme un joueur lent, peu en phase avec le jeu des Blacks. Il prendra sa retraite internationale à l'issue de la compétition.

## Style de jeu
Joueur polyvalent, capable de jouer à tous les postes de la troisième ligne mais aussi comme seconde ligne, Thorne est un travailleur de l'ombre, dont le rôle se situe autour et dans les regroupements et consiste à permettre la sortie "propre" des ballons.

## Statistiques en équipe nationale
De 1999 à 2007, Reuben Thorne compte 50 sélections avec les All-Blacks, inscrivant 25 points, soit 5 essais. Avec les Kiwis, il dispute sept éditions du Tri-nations en 1999, 2000, 2001, 2002, 2003, 2006 et 2007. Il a disputé la coupe du monde de rugby 1999  (quatrième) , la Coupe du monde de rugby 2003 (troisième)  et la Coupe du monde 2007  (quart de finaliste). Il compte 6 sélections en 1999, 5 en 2000, 8 en 2001, 8 en 2002, 14 en 2003, 1 en  2004, 4 en 2006 et 6 en  2007.

## Palmarès

### En club
- 129 matchs de Super 12/14 avec les Crusaders
- 25 points (5 essais)
- Vainqueur du Super 12 en 2002 et 2005
- 8 finales du Super 12/14 jouées en 1998, 1999, 2000, 2002, 2003, 2004, 2005, 2006 (record)

### En équipe nationale
- Vainqueur du Tri Nations en 1999, 2002, 2003, 2006 et 2007